# Fjädergrässläktet
Fjädergrässläktet (Stipa) är ett släkte med perenna hermafroditiska gräs som omfattar ungefär 300 stora arter, som ofta kallas fjädergräs eller nålgräs.
Fjädergräsen är medelhöga eller höga och har ofta hoprullade blad. Småaxen sitter oftast i en utbredd vippa. Skärmfjällen är olika stora, hinnaktiga, spetsade och har långa, nakna eller håriga borst. 

## Arter i urval
- Fjädergräs (Stipa pennata) odlas i Sverige och förekommer även vilt, men endast sällsynt (på tre platser på Falbygden). Skärmfjällens borst är 25–30 centimeter långa. Den är en av de växter som sätter sin prägel på de ryska stäpperna.
- Espartogräs eller alfagräs (Stipa tenacissima), vanlig i Spanien och Nordafrika, används för papperstillverkning och reptillverkning.